# Mycosphaerella staticicola
Mycosphaerella staticicola är en svampart som först beskrevs av Narcisse Theophile Patouillard, och fick sitt nu gällande namn av Dias 1971. Mycosphaerella staticicola ingår i släktet Mycosphaerella och familjen Mycosphaerellaceae.   Inga underarter finns listade i Catalogue of Life.